# غورغيت فاليجو
غورغيت فاليجو (بالإنجليزية: Georgette Vallejo)‏ (7 يناير 1908، باريس في فرنسا - 4 ديسمبر 1984، ليما في بيرو)؛ كاتِبة وشاعرة فرنسية.